# Prêmio Nobel da Paz
O Nobel da Paz é um dos cinco prémios Nobel estabelecidos pela vontade do industrial, inventor e fabricante de armamentos sueco Alfred Nobel, junto com os prêmios de Química, Física, Fisiologia ou Medicina e Literatura. Desde março de 1901, é concedido anualmente (com algumas exceções) àqueles que "fizeram o melhor trabalho pela fraternidade entre as nações, pela abolição ou redução de exércitos permanentes e pela realização e promoção de congressos de paz".
Por vontade de Alfred Nobel, o destinatário é selecionado pelo Comitê Norueguês do Nobel, um comitê de cinco membros nomeado pelo Parlamento da Noruega. Desde 1990, o prêmio é concedido em uma cerimônia no dia 10 de dezembro na Prefeitura de Oslo a cada ano. O prêmio foi concedido anteriormente no átrio da Faculdade de Direito da Universidade de Oslo (1947–1989), no Instituto Nobel da Noruega (1905–1946) e no Parlamento (1901–1904).
Devido à sua natureza política, o Prêmio Nobel da Paz, durante a maior parte de sua história, foi objeto de inúmeras controvérsias.

## História
De acordo com a vontade de Nobel, expressa em seu testamento, o Prêmio da Paz será concedido à pessoa que no ano anterior "fizeram o melhor ou o melhor trabalho pela fraternidade entre as nações, pela abolição ou redução de exércitos permanentes e pela realização e promoção de congressos de paz". O testamento de Alfred Nobel especificou ainda que o prêmio seria concedido por um comitê de cinco pessoas escolhidas pelo Parlamento norueguês.
Nobel morreu em 1896 e não deixou uma explicação para escolher a paz como categoria do prêmio. Como ele era um engenheiro químico treinado, as categorias de química e física eram escolhas óbvias. O raciocínio por trás do prêmio da paz é menos claro. De acordo com o Comitê Norueguês do Nobel, sua amizade com Bertha von Suttner, pacifista e mais tarde ganhadora do prêmio, influenciou profundamente sua decisão de incluir a paz como categoria. Alguns estudiosos sugerem que era a maneira de Alfred Nobel de compensar o desenvolvimento de forças destrutivas. Suas invenções incluíram dinamite e balistite, que foram usadas violentamente durante sua vida. O balistite foi usado durante guerras e a Irmandade Republicana Irlandesa, uma organização nacionalista irlandesa, realizou ataques de dinamite na década de 1880. O Nobel também foi fundamental para transformar a Bofors de uma produtora de ferro e aço em uma empresa de armamentos.
Não está claro também porque ele desejou que o Prêmio da Paz fosse realizado na Noruega, que era governada em união com a Suécia no momento da morte de Alfred Nobel. O Comitê Norueguês do Nobel especula que Alfred Nobel possa ter considerado a Noruega mais adequada para a concessão do prêmio, pois não possuía as mesmas tradições militaristas da Suécia. Também observa que, no final do século XIX, o parlamento norueguês havia se envolvido estreitamente nos esforços da União Interparlamentar para resolver conflitos por meio de mediação e arbitragem.

## Processo de seleção
O Parlamento da Noruega é responsável por escolher os membros do Comitê Norueguês do Nobel, que seleciona o Prêmio Nobel da Paz. 

### Indicação
A cada ano, o Comitê Norueguês do Nobel convida especificamente pessoas qualificadas a enviar indicações para o Prêmio Nobel da Paz. Os estatutos da Fundação Nobel especificam categorias de indivíduos qualificados para fazer indicações ao Prêmio Nobel da Paz. Esses indicadores são:
- Membros de governo e assembleias nacionais e membros da União Interparlamentar;
- Membros da Tribunal Permanente de Arbitragem e do Tribunal Internacional de Justiça em Haia;
- Membros do Instituto de Direito Internacional;
- Professores universitários de história, ciências sociais, filosofia, direito e teologia, reitores de universidades e diretores de institutos de pesquisa da paz e assuntos internacionais;
- Ex-laureados, incluindo membros do conselho de organizações que já receberam o prêmio;
- Membros atuais e anteriores do Comitê Norueguês do Nobel;
- Ex-conselheiros permanentes do Instituto Nobel da Noruega.

As indicações geralmente devem ser submetidas ao Comitê até o início de fevereiro do ano de premiação. As indicações dos membros do comitê podem ser enviadas até a data da primeira reunião do comitê após esse prazo.
Em 2009, houve um recorde de 205 indicações recebidas, mas o recorde foi quebrado novamente em 2010 com 237 indicações. Em 2011, o recorde foi quebrado mais uma vez com 241 indicações. Os estatutos da Fundação Nobel não permitem que informações sobre nomeações, considerações ou investigações relacionadas à concessão do prêmio sejam tornadas públicas por pelo menos 50 anos após o ano de premiação. Com o tempo, muitas pessoas tornaram-se conhecidas como "Indicados ao Prêmio Nobel da Paz", mas essa designação não tem posição oficial e significa apenas que um dos milhares de indicados elegeu o nome da pessoa para consideração. De fato, em 1939, Adolf Hitler recebeu uma indicação satírica de um membro do parlamento sueco, zombando da indicação (séria, mas infrutífera) de Neville Chamberlain; no entanto, indicações de 1901 a 1956 foram liberadas em um banco de dados.

### Seleção
As nomeações são consideradas pelo Comitê Nobel em uma reunião em que é criada uma pequena lista de candidatos para revisão posterior. Essa pequena lista é então considerada por conselheiros permanentes do Instituto Nobel, que consiste no diretor do instituto e no diretor de pesquisa e em um pequeno número de acadêmicos noruegueses com experiência nas áreas relacionadas ao prêmio. Os consultores costumam ter alguns meses para concluir os relatórios, que são então considerados pelo Comitê para selecionar o vencedor. O Comitê procura obter uma decisão unânime, mas isso nem sempre é possível. O Comitê Nobel normalmente chega a uma conclusão em meados de setembro, mas, ocasionalmente, a decisão final não foi tomada até a última reunião antes do anúncio oficial no início de outubro.

## Premiação
O presidente do Comitê Norueguês do Nobel apresenta o Prêmio Nobel da Paz na presença do Rei da Noruega em 10 de dezembro de cada ano (o aniversário da morte de Alfred Nobel). O Prêmio da Paz é o único Prêmio Nobel não realizado em Estocolmo. O laureado recebe um diploma, uma medalha e um documento confirmando o valor do prêmio. Em 2013, o valor do prêmio era 10 milhões de coroas suecas (cerca de US$ 1,5 milhão). Desde 1990, a cerimônia do Prêmio Nobel da Paz é realizada na prefeitura de Oslo.

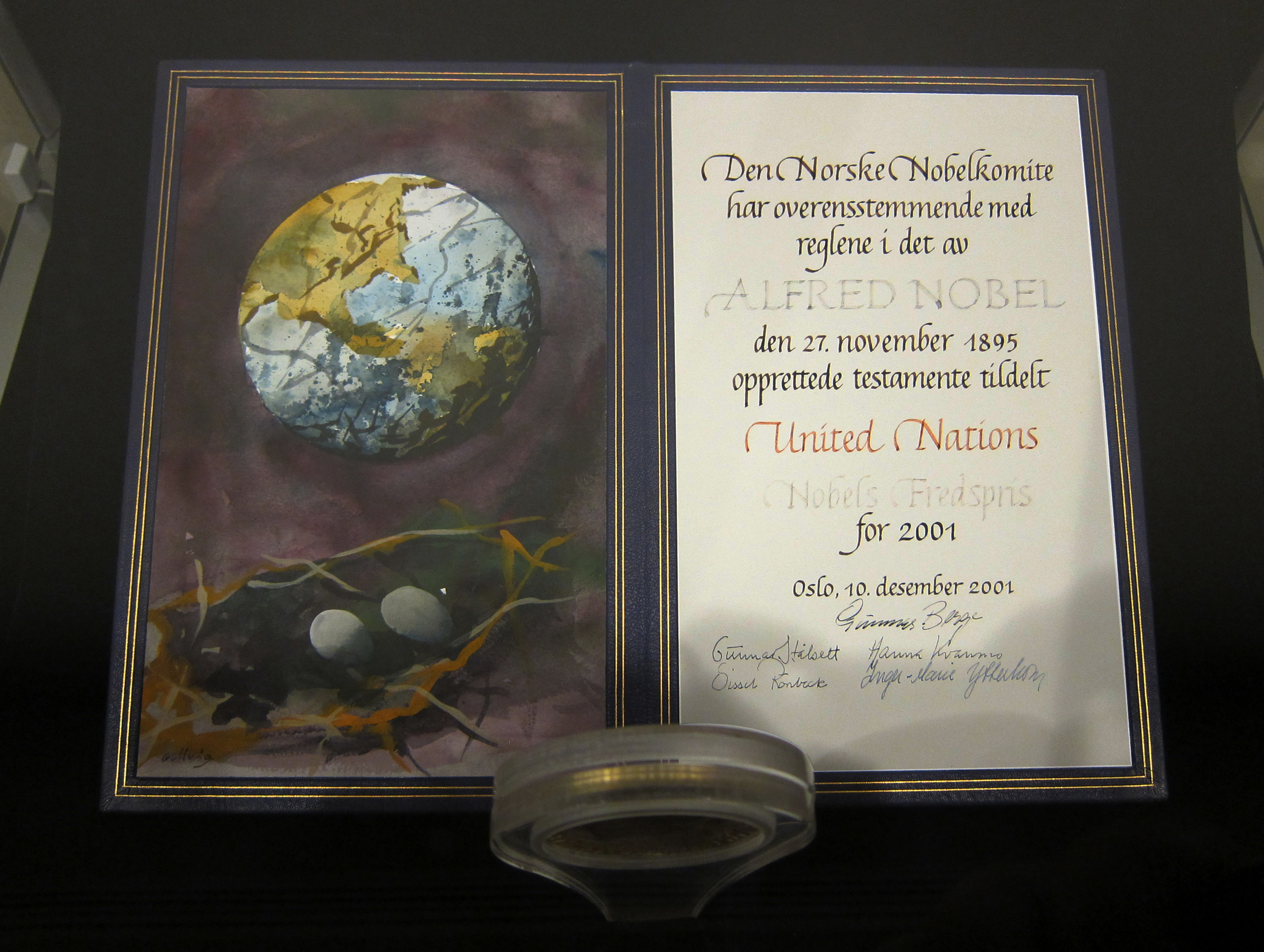
Vista de um diploma — Prêmio Nobel da Paz de 2001, Nações Unidas

De 1947 a 1989, a cerimônia do Prêmio Nobel da Paz foi realizada no átrio da Faculdade de Direito da Universidade de Oslo, a algumas centenas de metros da prefeitura de Oslo. Entre 1905 e 1946, a cerimônia ocorreu no Instituto Nobel da Noruega. De 1901 a 1904, a cerimônia ocorreu no Parlamento da Noruega.

## Laureados
Até 2024, o Nobel da Paz foi concedido a 111 indivíduos e 28 organizações. Dezenove mulheres ganharam o Prêmio Nobel da Paz, mais do que qualquer outro Prêmio Nobel. Apenas dois destinatários ganharam múltiplas vezes: o Comitê Internacional da Cruz Vermelha ganhou três vezes (1917, 1944 e 1963) e o Alto Comissariado das Nações Unidas para os Refugiados ganhou duas vezes (1954 e 1981). Lê Đức Thọ é a única pessoa que se recusou a aceitar o Prêmio Nobel da Paz.